# Provinz Oued ed Dahab

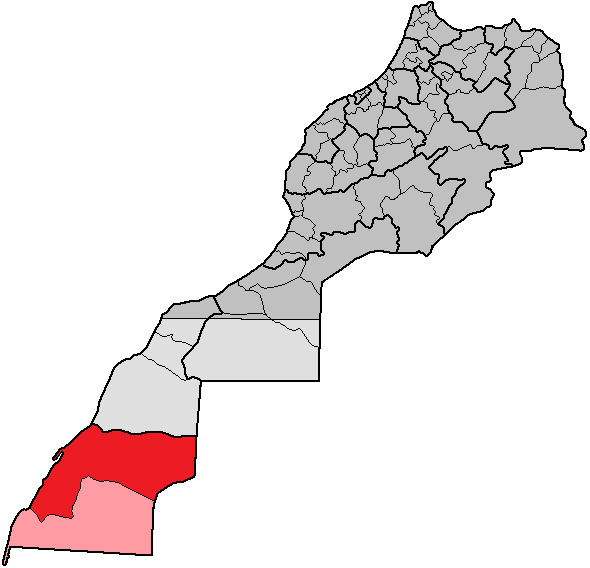
Lage der Provinz Oued Ed-Dahab in der Region Dakhla-Oued Ed Dahab

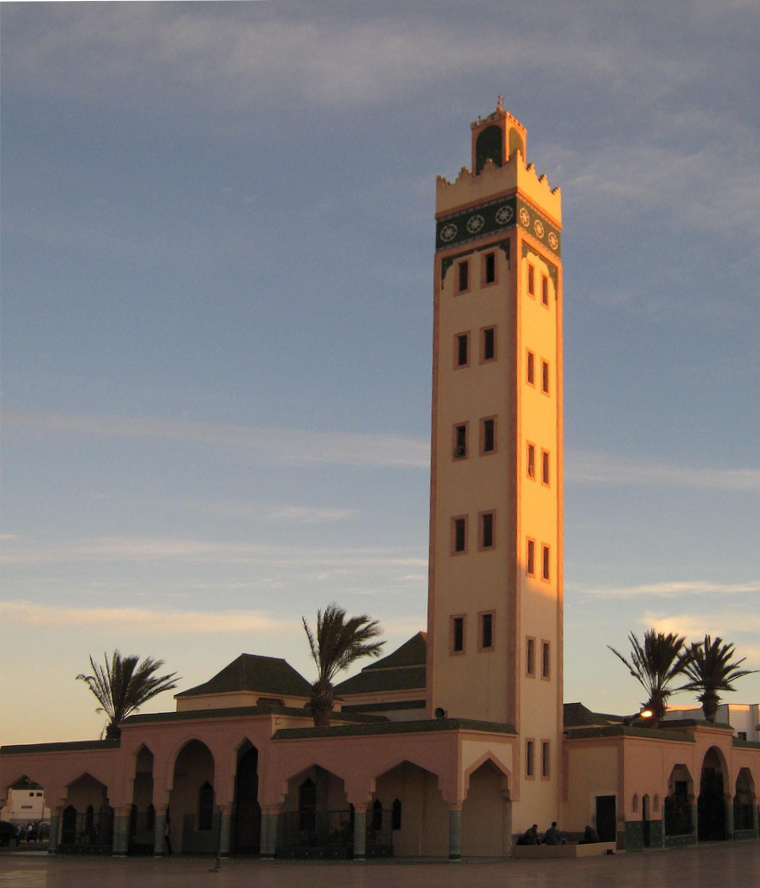
Moschee in Dakhla

Die Provinz Oued ed Dahab (arabisch إقليم وادي الذهب) ist eine Untergliederung der überwiegend ländlichen marokkanischen Region von Dakhla-Oued Ed Dahab in den territorialpolitisch umstrittenen Westsahara-Gebieten. Die Hauptstadt ist Ad-Dakhla. Die Provinz hat eine Einwohnerzahl von knapp 79.000 Einwohnern.